# Enrique Falconí Mejía
Víctor Enrique Falconí Mejía (20 de abril de 1921 - 1983) militar peruano.

## Biografía
Fue hijo de Vicente Jorge Eleazar Falconí Zambrano y María Mejía Farfán.
Se casó con  María Antonieta Suárez Hudtwalcker 
Ejerció el cargo de alcalde de Lima de 1977 hasta 1978.